# Nationale Gemeinschaft Schaffhausen
Die Nationale Gemeinschaft Schaffhausen (NGS) war eine politische Partei der Schweiz, die der Frontenbewegung zugerechnet wird.

## Geschichte
Am 10. Juli 1940 gründete Karl Meyer die Nationale Gemeinschaft Schaffhausen mit etwa 100 Mitgliedern. Es kam zu regelmässigen Vorträgen, die von der NGS organisiert wurden und bei denen Karl Meyer, Werner Meyer, Hermann Eisenhut und Eduard Rüegsegger auftraten. Vielfach wurden die Veranstaltungen jedoch durch die Schaffhauser Polizeidirektion verboten und fanden deshalb im Geheimen statt.
Ende 1940 belief sich die Mitgliederzahl auf 166 Personen.
Im Juni 1941 verhängte der Bundesrat ein Redeverbot für Karl Meyer. 1943 verhängte die Schaffhauser Polizeidirektion ein allgemeines Versammlungsverbot gegen die NGS, und es kam zu mehreren Gerichtsurteilen gegen Mitglieder. Am 6. Juli 1943 verbot der Bundesrat die NGS und deren verschiedene Ortsgruppen.

## Politische Ausrichtung
Die Vereinigung war antiliberal, antisemitisch und antibolschewistisch.